# Passiflora wilsonii
Passiflora wilsonii är en passionsblomsväxtart som beskrevs av William Botting Hemsley. Passiflora wilsonii ingår i släktet passionsblommor, och familjen passionsblomsväxter. Inga underarter finns listade i Catalogue of Life.